# 国立競技場 (法人)

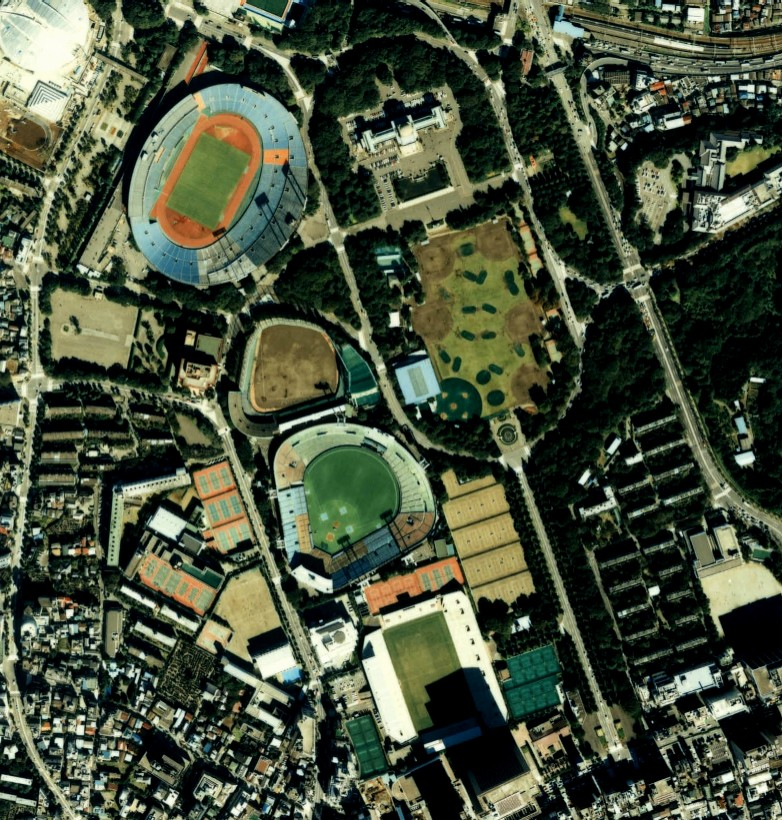
航空写真に見る国立霞ヶ丘競技場付近。神宮球場なども至近にある。案内図は、:ファイル:Jingu gaien air2.jpg。

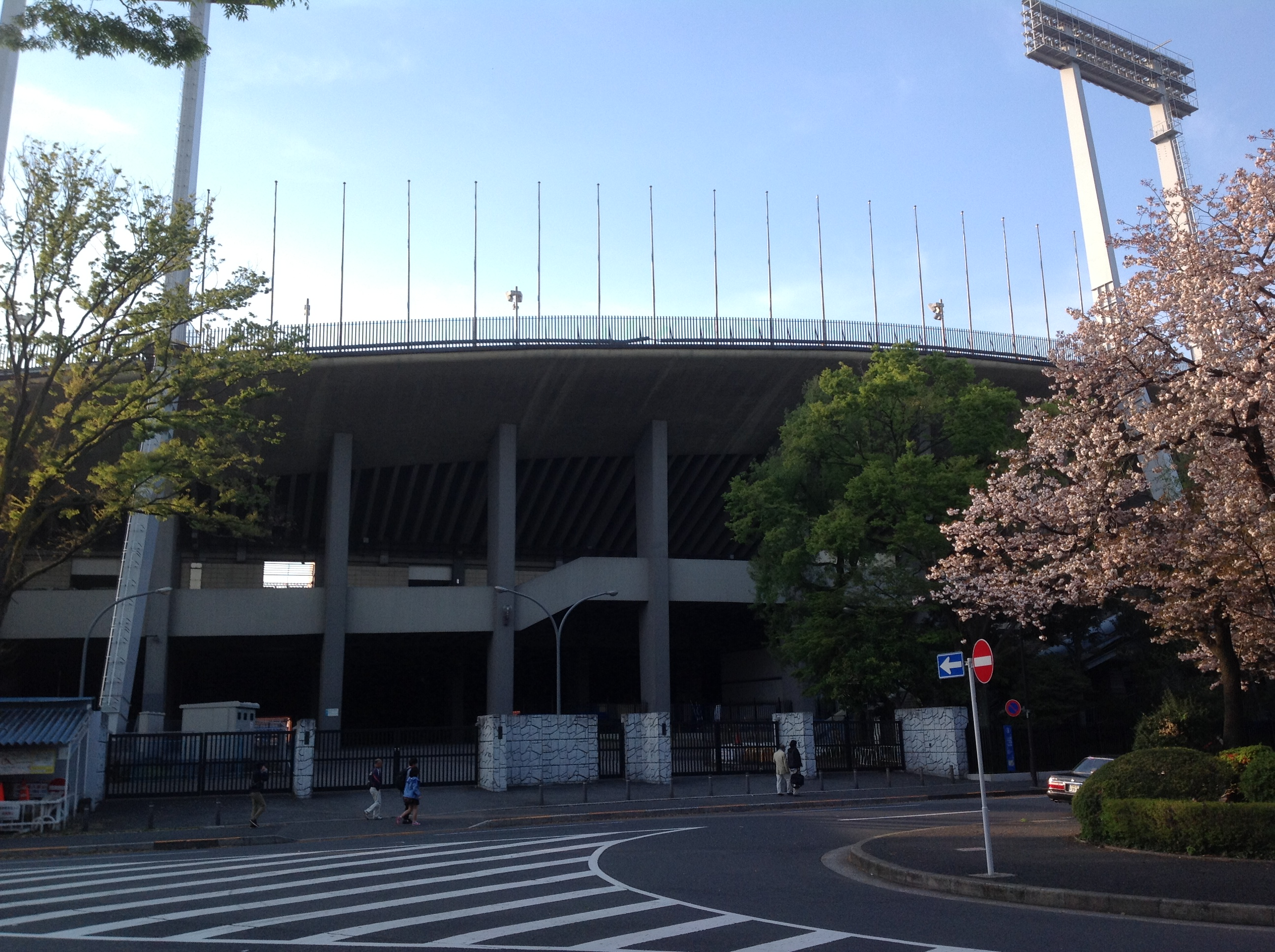
新国立競技場建設に向けて解体前の国立競技場（2014年4月12日撮影）

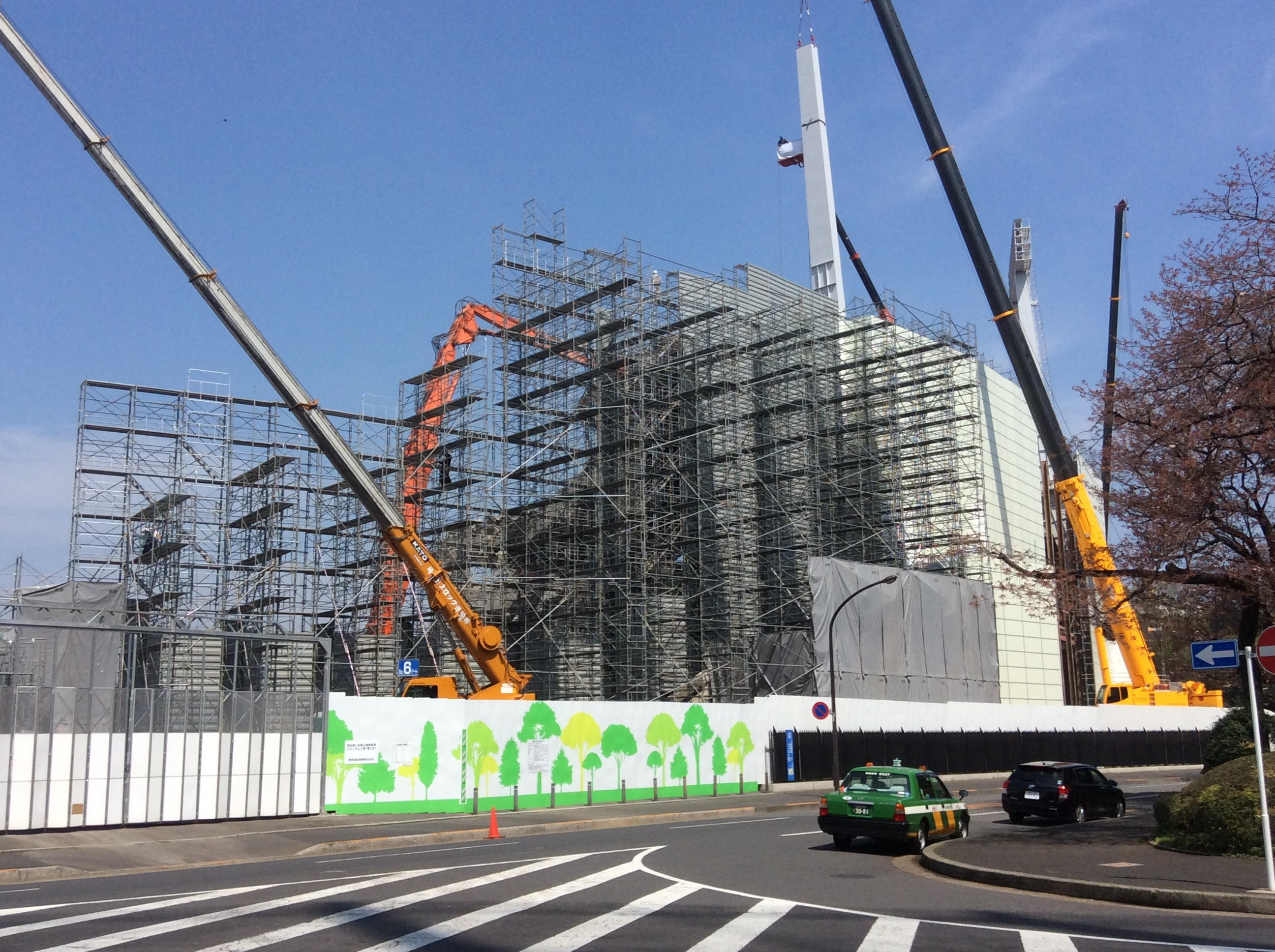
新国立競技場建設に向け解体中の国立競技場（2015年4月6日撮影）

法人としての国立競技場（こくりつきょうぎじょう）は、国立競技場法（昭和33年3月27日法律第20号） 第2条の規定に基づいて設立された文部省（現・文部科学省）所管の特殊法人で、1958年（昭和33年）から1986年（昭和61年）までの間、国立霞ヶ丘競技場・国立代々木競技場を管理・運営していた。1986年に日本学校健康会と合併して日本体育・学校健康センターが新たに設立され、現在の独立行政法人日本スポーツ振興センター (JSC) の前身となった。
「国立競技場」の名称は、霞ヶ丘競技場の中心施設であった国立霞ヶ丘競技場陸上競技場の通称としても用いられ、さらには霞ヶ丘競技場・代々木競技場の総称としても用いられた。2019年に竣工した国立競技場は通称・略称ではなく正式な名称となっている。
日本スポーツ振興センターが運営するスポーツ施設全般については「日本スポーツ振興センター#運営施設」を参照。

## 概要
「その設置する体育施設を適切かつ効率的に運営し、体育の普及振興を図り、もつて国民の心身の健全な発達に寄与すること」を目的に、1958年（昭和33年）10月1日に設立された。資本金は「競技場の設立の際現に国の有する別表に掲げる不動産及び政令で定めるその他の財産の価格の合計額に相当する金額」とされ、その別表に記された資産は土地4筆（東京都新宿区霞ヶ丘町10-1～同10-4）と同地に所在する「鉄筋コンクリート造四階建競技場」1棟（＝国立霞ヶ丘競技場陸上競技場）の資産合計額とされた。
（施設としての）国立競技場は1964年の東京オリンピックの競技会場として建設された。現在でも各国立競技場にはオリンピックマークと"Tokyo 1964" を合わせたエンブレムが残っており、東京オリンピックの会場であったことを偲ばせている。国立競技場で開催された競技は以下の通り。
- メインスタジアム（国立霞ヶ丘競技場陸上競技場）- 陸上、サッカー（決勝戦、3位決定戦）、馬術（大賞典障害飛越）
  - 秩父宮ラグビー場 - サッカー
- 代々木会場（国立代々木競技場）
  - 第一体育館 - 水泳
  - 第二体育館 - バスケットボール

国立競技場は首都東京にある上に立地も良いことなどから、各種競技の全国大会の決勝などに使用されることが多い。競技者からみれば、これらの施設は憧れの的である。そのため、国立競技場は｢聖地｣と呼ばれる。また国立競技場でプレーした経験のある競技者といえば、各競技で相当レベルの高い部類に入る選手ということもできる。

## 歴代の場長
かつては中原久和（1990年就任） ら。近年は、田屋三夫、大和一光、武本紀夫、小菅司、斉藤孝博 らが場長を務めてきた。